# KC and the Sunshine Band (album)
KC and the Sunshine Band è il secondo album dei KC and the Sunshine Band.
Le canzoni di maggior successo sono: That's the Way (I Like It), Get Down Tonight, e Boogie Shoes.

## Tracce
1. Let It Go (Part One)
2. That's the Way (I Like It)
3. Get Down Tonight
4. Boogie Shoes
5. Ain't Nothin Wrong
6. I'm So Crazy (Bout You)
7. What Makes You Happy
8. I Get Lifted
9. Let It Go (Part Two)